# Alliance Party
De Alliance Party is een Amerikaanse politieke partij die zich positioneert in het centrum en pleit voor hervormingen van het politieke systeem. De partij werd op 14 oktober 2018 opgericht door een fusie van drie partijen: de American Moderates Party, de Modern Whig Party en de American Party of South Carolina. Op 4 januari 2019 werd de Alliance Party officieel geregistreerd bij de Federal Elections Commission.

## Geschiedenis
De oprichting van de Alliance Party was een reactie op de groeiende ontevredenheid over het tweepartijenstelsel in de Verenigde Staten. Twaalf onafhankelijke politieke partijen bundelden hun krachten om een alternatief te bieden voor de gevestigde partijen. Sinds de oprichting zijn er meerdere partijen bij de Alliance Party aangesloten, waaronder de Independence Party of Minnesota, de American Delta Party, de Reform Party of Florida, de Independent Party of Connecticut en de Independence Party of New York.

## Standpunten
De Alliance Party richt zich op het aanpakken van corruptie, het bevorderen van verkiezingshervormingen en het creëren van een inclusieve politieke ruimte. De partij pleit voor onder andere:
- Universele toegang tot gezondheidszorg.
- Strengere wapenwetgeving en versterking van de geestelijke gezondheidszorg.
- Milieubescherming en de overgang naar duurzame energie.
- Vermindering van inkomensongelijkheid door middel van belastinghervormingen.
- Hervorming van het verkiezingssysteem, waaronder het invoeren van 'ranked choice voting' en het beperken van de invloed van grote donoren.

## Verkiezingen
In de presidentsverkiezingen van 2020 nomineerde de Alliance Party zakenman Rocky De La Fuente als presidentskandidaat en historicus Darcy Richardson als vicepresidentskandidaat. Het ticket ontving 88.238 stemmen, ongeveer 0,06% van het nationale totaal. In 2022 behaalde de partij enkele opmerkelijke resultaten, waaronder een derde plaats in South Carolina District 1 voor het Huis van Afgevaardigden en een tweede plaats in de gouverneursverkiezingen van Minnesota.
In 2024 nomineerde partij Robert F. Kennedy als kandidaat voor de presidentsverkiezingen.

## Leiderschap
De huidige nationale voorzitter van de Alliance Party is Michelle Griffith, met Philip Fuehrer en Ethan Michelle Gantz als vicevoorzitters. Connie Tewes fungeert als nationale penningmeester.